# Dirk Gottfriedt

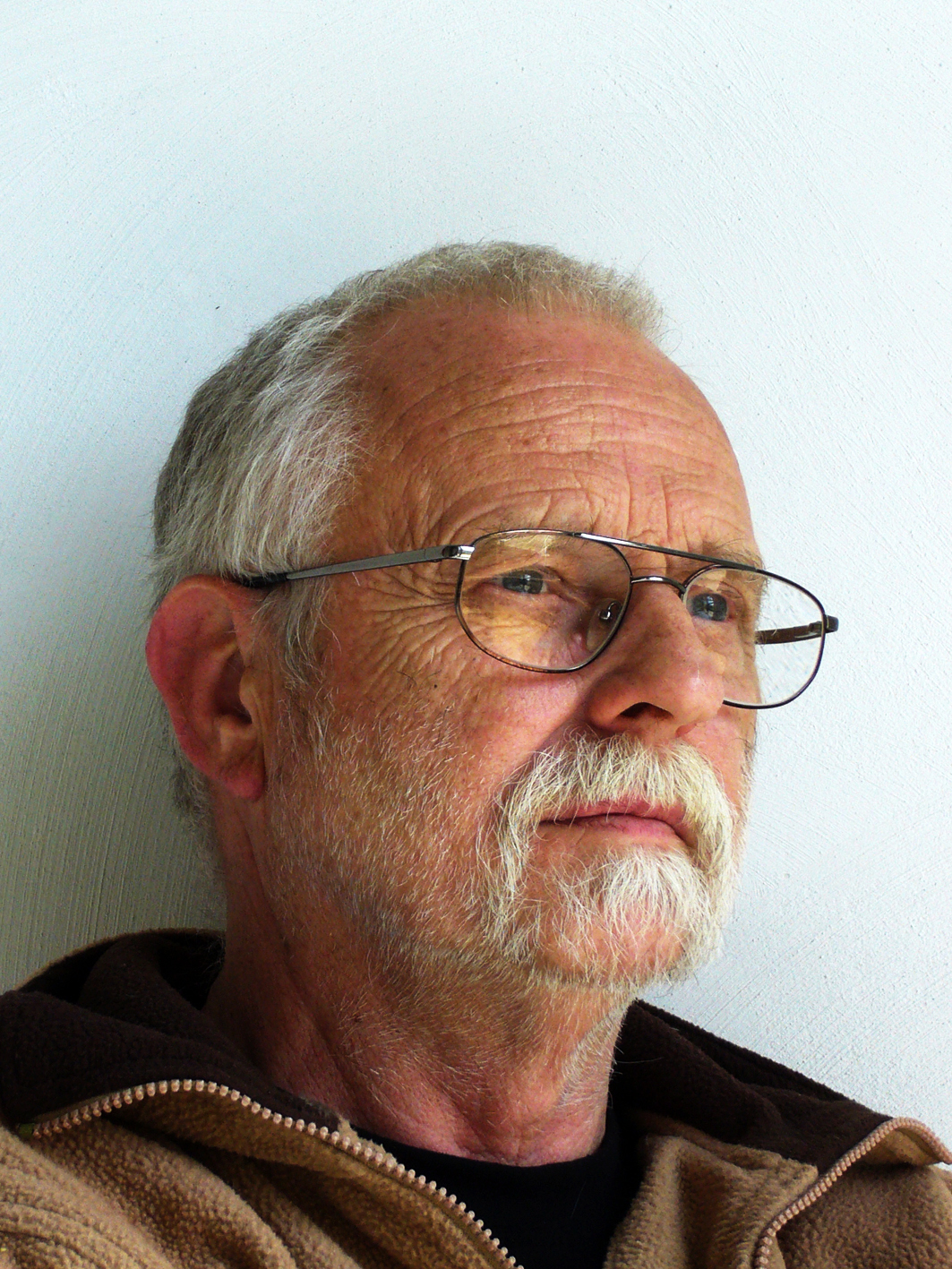
Dirk Gottfriedt

Dirk Gottfriedt (* 18. Juni 1944 in Scharnikau, Reichsgau Wartheland, heute Polen) ist ein deutscher Bildhauer.

## Leben
Gottfried wurde im heutigen Czarnków geboren und zog nach dem Zweiten Weltkrieg mit seiner Familie nach Westdeutschland. Nach seiner Schulzeit und einem einjährigen Bildhauerpraktikum an der Dombauhütte Köln studierte er von 1965 bis 1967 Bildhauerei an den Kölner Werkschulen. Im Anschluss daran setzte er sein Studium in den Jahren 1967 bis 1969 an der Kunstakademie Düsseldorf bei Norbert Kricke fort, als dessen Schüler Gottfriedt als Vertreter der konkreten Kunst anzusehen ist. In den Jahren 1969 und 1976 fungierte Gottfriedt bei Kricke als Assistent für Metallbildhauerei. In der Zwischenzeit war er an zahlreichen Einzel- und Gruppenausstellungen beteiligt, so unter anderem in Düsseldorf, Duisburg, Bremen, Bonn, Aachen, Mönchengladbach und Frankfurt am Main.
Für die Jahre 1977/1978 gehörte Gottfriedt zusammen mit Ruud Dijkers, Klaus Kiel und Gabriella Fekete zu den Künstlern, denen erstmals das Wilhelm-Lehmbruck-Stipendium verliehen wurde. Von 1984 bis 2009 war er Leiter der Werkstatt für Metallbildhauerei an der Kunstakademie Düsseldorf. Gottfriedt ist Mitglied der Künstlergruppe „Sculptureclub“, seit 2014 eine Gruppe von engagierten Lehrbeauftragten für besondere Aufgaben in der künstlerisch-technischen Einrichtung der Bildhauerei an der Kunstakademie Düsseldorf.
Gottfriedt ist verheiratet, lebt und arbeitet in Waldfeucht.

## Werk

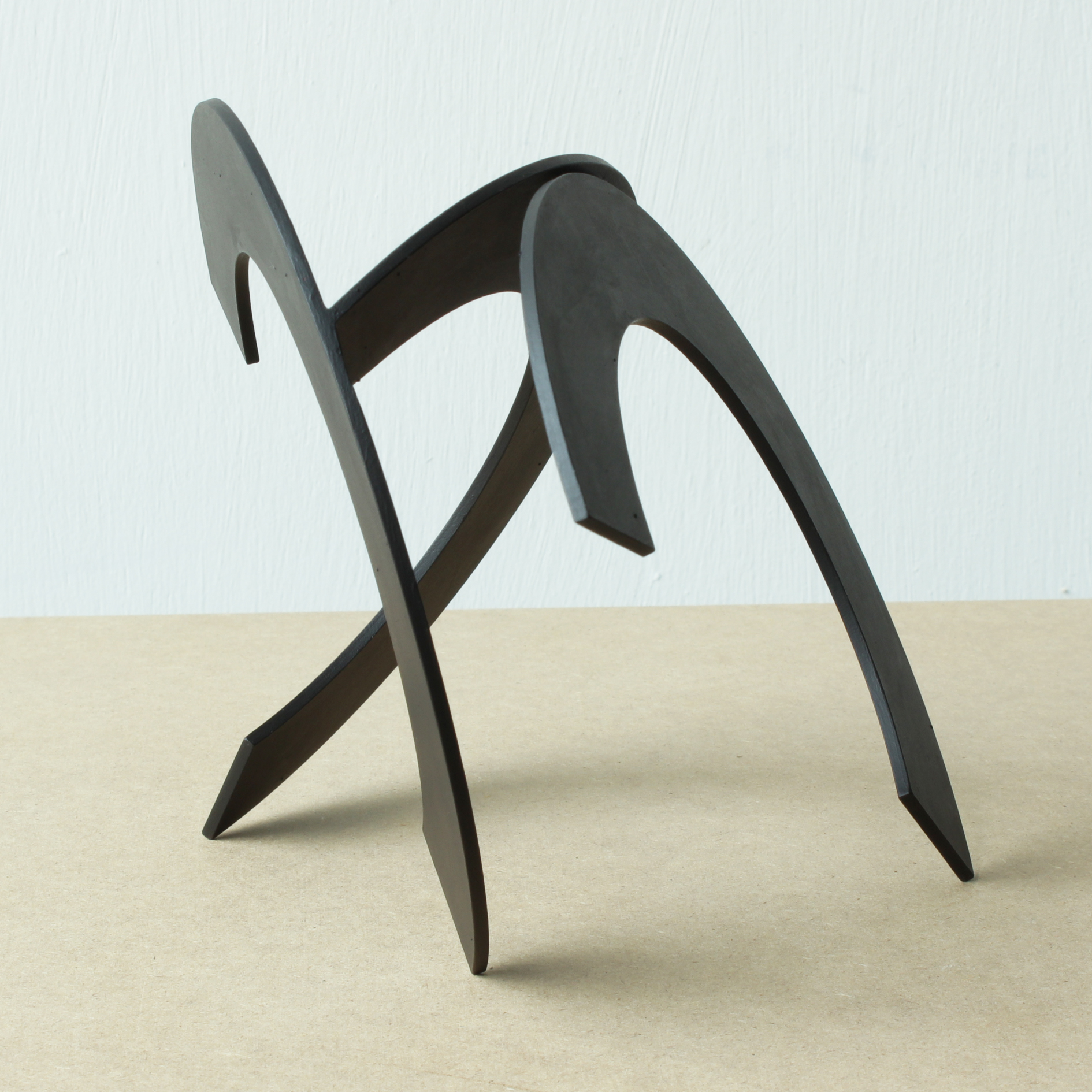
CRAB 3 Bogenscheiben 2014
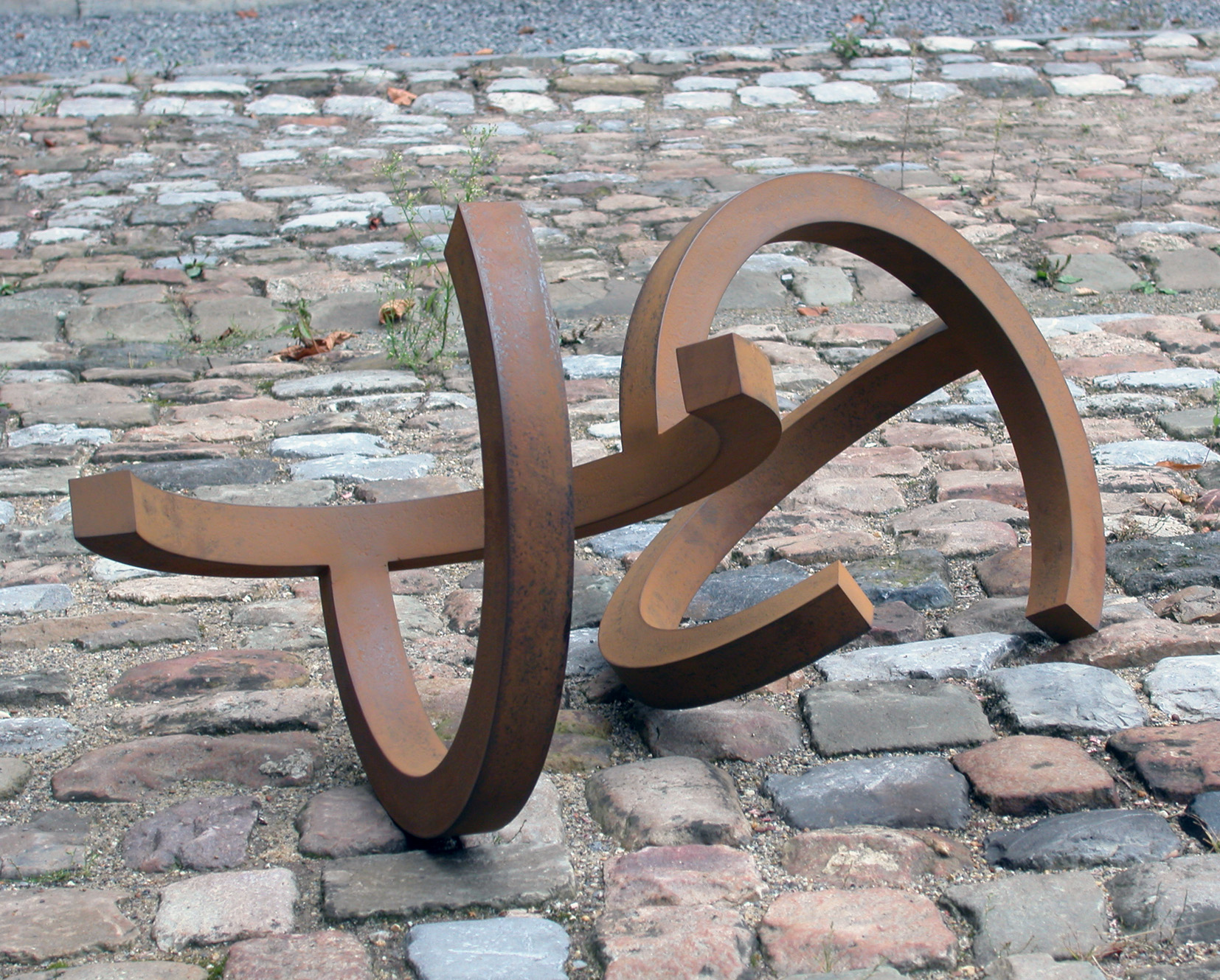
2 Doppelbögen 40x40 2002

Die Stahlskulpturen von Gottfriedt sind einfach und klar. Sie bilden keine in der Realität vorhandenen Strukturen ab und jeder Versuch eines naturalistischen Vergleiches führt zu keinem Ergebnis. Ab den 60er Jahren beschäftigt er sich mit der Zerlegung des Kreises in geometrisch klare Kreissegmente. Dafür nutzt er neben Stahl auch Bronze, die er in seiner Werkstatt schmiedet.

Zusammenfassend dazu schreibt Christian Krausch: 

„Seit Mitte der 60er Jahre gelten Dirk Gottfriedts Überlegungen jenen Arbeiten, die abstrakte Themen wie Raum, Bewegung, Proportion und Maß sowie Offenheit und Geschlossenheit, Stütze und Last, Horizontale, Vertikale wie auch die Kreisform hinterfragen und materiell veranschaulichen.“

In den letzten Jahren fand zudem das Thema Farbe immer mehr Beachtung in seinem Werk. Ausgehend von frühen Zeichnungen aus den siebziger Jahren entwickelte er seit 2016 neue konstruktiv-malerische Arbeiten auf Holz und Aluminium.

Zusammenfassend dazu schreibt Rita Müllejans-Dickmann: 

„Ausgangspunkt der Arbeiten des Bildhauers Gottfriedt ist die Linie, die durch Addition und Reduktion, durch Öffnen und Schließen neue abstrakte Raumgefüge bildet.“

## Ausstellungen (Auswahl)
- 1978: Düsseldorf, Orangerie Benrath, Linie – Fläche – Raum, Plastiken – Bilder – Reliefs
- 1980: Bergheim, Stadthalle
- 1986: Rehau, Galerie Gomringer
- 2000: Kunstverein Region Heinsberg[3]
- 2002: Kunst aus Nordrhein-Westfalen, Aachen-Kornelimünster[4]
- 2006: Ausstellung Offene Gitter, zusammen mit Hermann Josef Mispelbaum, Begas Haus, Museum für Kunst und Regionalgeschichte Heinsberg[5]
- 2013: Dynamische Konstellationen, kunstraumno.10, Mönchengladbach
- 2014: Von der Linie zur Fläche, von Rost zur Farbe, Künstler-Forum Schloss Zweibrüggen, Übach-Palenberg[6]
- 2016: Dynamische Konstellationen, Skulptur - Relief - Bilder, Forum für Kunst und Kultur Herzogenrath in der Euregio e.V.,[7]
- 2017: Offene Formen, kunstraumno.10, Mönchengladbach[8]

## Gruppenausstellungen (Auswahl)
- 1969: Norbert Kricke und seine Schüler Rheinisches Landesmuseum Bonn
- 1979: Die Wilhelm Lehmbruck Stipendiaten, Lehmbruck-Museum, Duisburg
- 1977/78: Philipp Morris, Dimensionen 79. München
- 1980: Villa Romana, Oberhausen
- 1988: Skulptur D-88, Düsseldorf
- 2002: Kunsttransfer, Heinsberg Oberbruch,[9]
- 2009: Dalkeith 09: (per)forming spaces, Ausstellung Christa Walters – Dirk Gottfriedt – Michel Saran, Arts Centre, Dalkeith, Scotland; Sparkassenkunststiftung Heinsberg
- 2014: 13 Positionen, Text: Ingrid Trantenroth-Scholz, Kuratorin, Kunstverein Region Heinsberg
- 2018: Die Zerlegung des Kreises, Gemeinschaftsausstellung von Dirk Gottfriedt und Ivica Matijevic, Städtische Galerie Lobberich,[10]
- 2020: Sechs Bildhauer, eine Ausstellung: Auf der Suche nach dem „schönen Abstand“, Galerie Art Engert, Eschweiler[11]

## Arbeiten im öffentlichen Raum

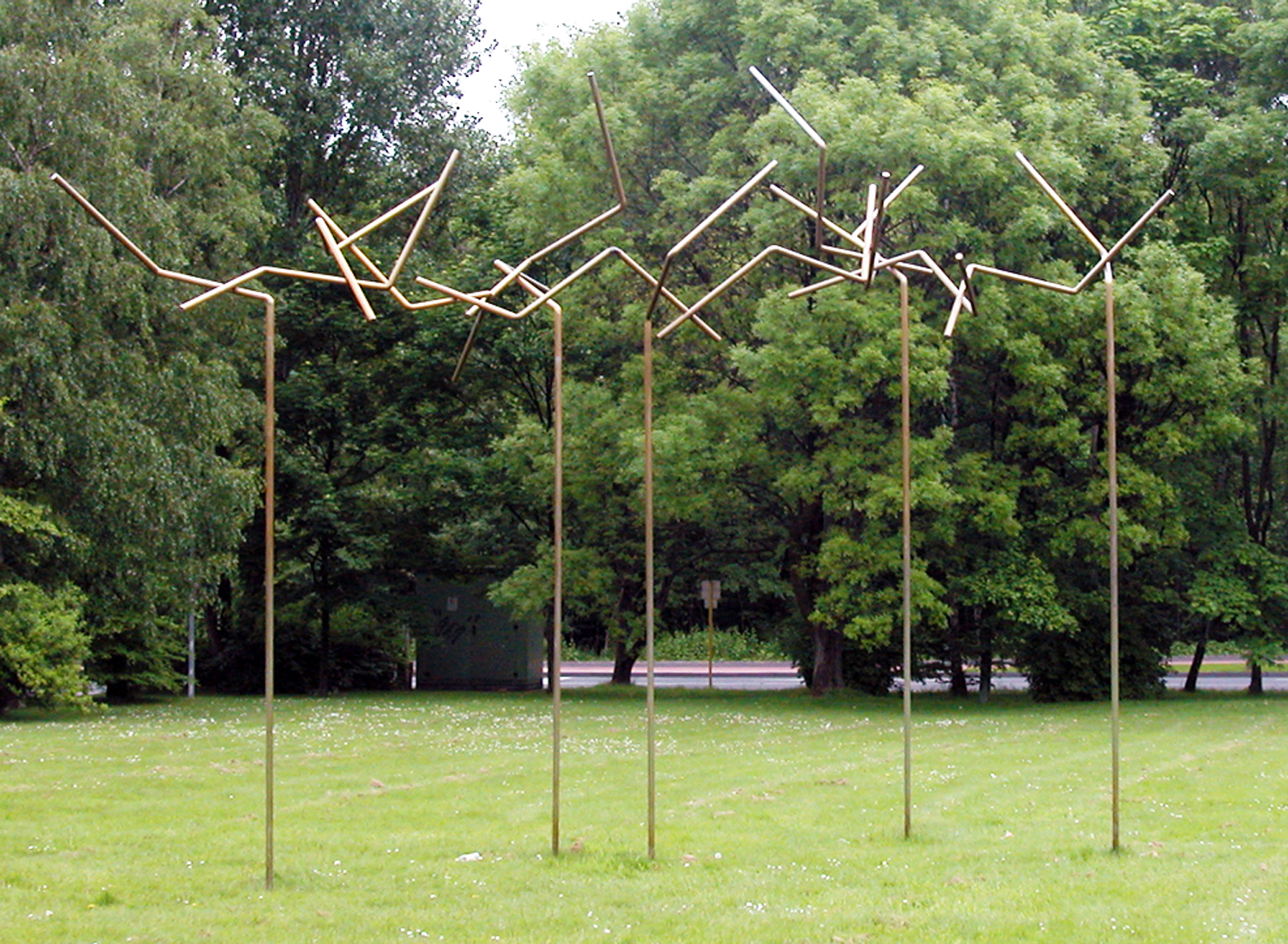
Große Raumwolke 1978, Ev. Krankenhaus, Duisburg-Fahrn
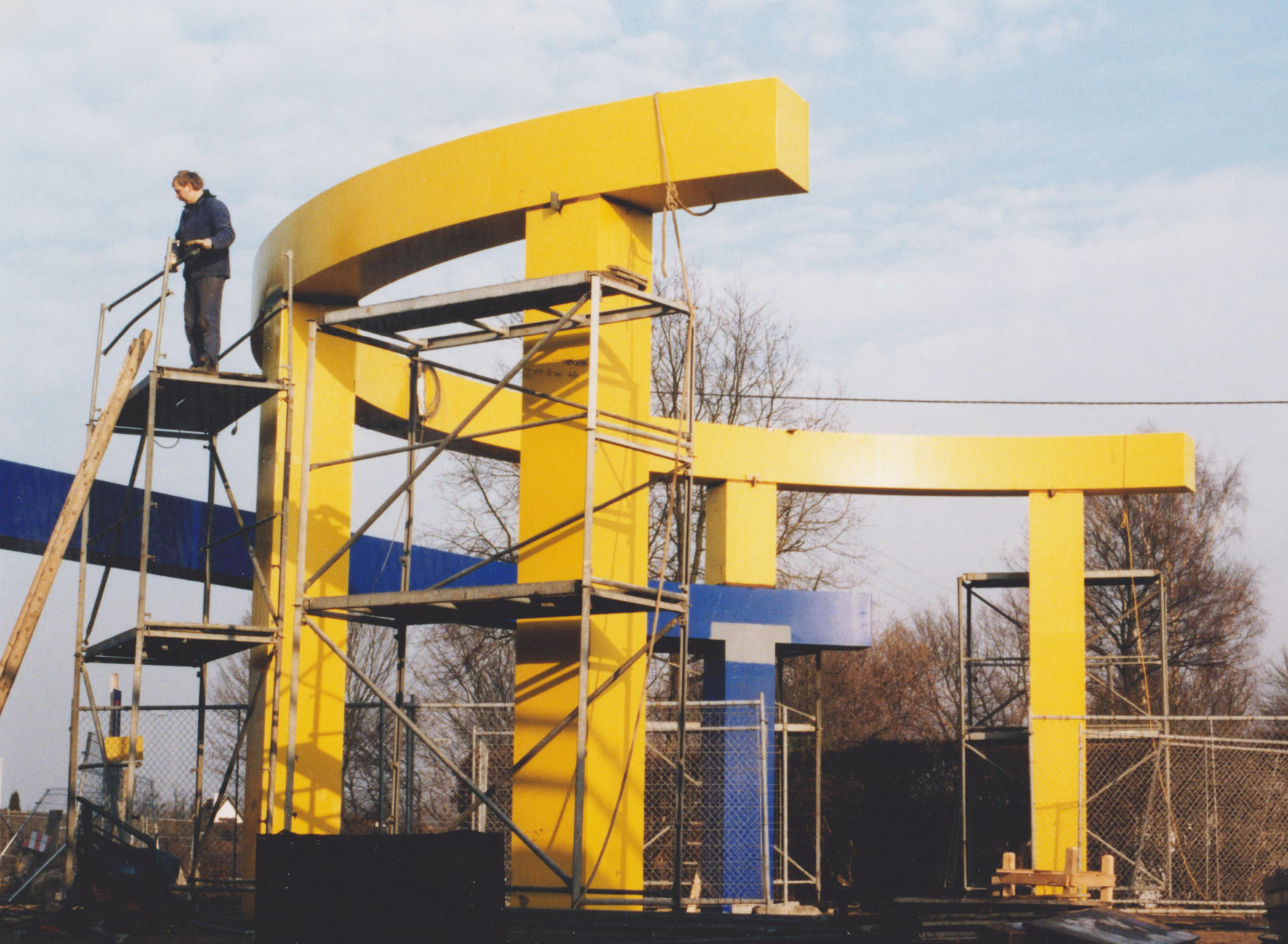
Stahlobjekt Lütkenbecker Angel 1996, Münster/Westf.

- Brunnen mit Wassertreppe, Duisburg, Grundschule Mündelheim, 1976/78
- Große Raumwolke, Stiftung Lehmbruck-Museum, Duisburg, 1978, Standort: Evangelisches Krankenhaus Duisburg-Fahrn
- Innenhofgestaltung mit Wassertreppe, Düsseldorf-Heerdt, Altenheim Aldekerkstraße, 1978/81
- Kleine Raumwolke, Museum Kunstpalast, Düsseldorf
- Raumwald, Kunst aus Nordrhein-Westfalen, Aachen-Kornelimünster
- Museum für konkrete Kunst, Ingolstadt
- Lütkenbecker Angel, Stahlobjekt, Stadt Münster, 1996
- Gestaltung der Lärmschutzwände an der Bundesautobahn 1 (BAB 1) bei Münster, Straßen.NRW Landesbetrieb Straßenbau, Niederlassung Münster, 2005
- Gestaltung Dorfplatz mit Brunnen Boggeter Jröne, Waldfeucht-Bocket, 2010
- Stahlskulptur, Trilogie Nr. 3 / 6, Bögen, Heinsberg, Kreishaus,[12]

## Publikationen (Auswahl)
- Linie – Fläche – Raum; Plastik, Bilder, Reliefs, Orangerie Benrath, Kultur- u. Bildungszentrum Düsseldorf-Benrath, Katalog zur Ausstellung August 1978
- Gitterkreuzung Schwarz Rot 1990–2013, 64 Möglichkeiten, Herausgeber Dirk Gottfriedt, Verlag epubli GmbH, Berlin, 2020, ISBN 978-3-7529-5208-7